# Jukka Piironen
Juho Ensio « Jukka » Piironen (né le 11 août 1925 à Leppävirta et décédé le 5 mars 1976 à Helsinki) est un athlète finlandais spécialiste du saut à la perche.

## Biographie

### Palmarès
| Date | Compétition           | Lieu      | Résultat | Performance |
| ---- | --------------------- | --------- | -------- | ----------- |
| 1950 | Championnats d'Europe | Bruxelles | 3e       | 4,25 m      |
| 1952 | Jeux olympiques d'été | Helsinki  | 18e      | 3,80 m      |
| 1954 | Championnats d'Europe | Berne     | 3e       | 4,30 m      |

### Records
| Épreuve          | Performance | Lieu     | Date         |
| ---------------- | ----------- | -------- | ------------ |
| Saut à la perche | 4,32 m      | Otaniemi | 31 mars 1956 |